# 後藤美菜子
後藤 美菜子（ごとう みなこ、1982年4月20日 - ）は、日本のフリーアナウンサー、元秋田テレビ (AKT) のアナウンサー。

## 来歴
秋田県秋田市出身。秋田県立秋田高等学校、津田塾大学卒業。大学在学中、2004年度のミス・インターナショナル・ミス・ワールド日本代表選出大会でミス・ワールドを受賞し、翌2005年の世界大会に日本代表として出場した経歴を持つ。
大学卒業後、2006年に秋田テレビに入社。局アナウンサー時代には、同局2代目の地上デジタル放送推進大使を務めていた。2016年4月をもって秋田テレビを退社し、その後は同局制作番組を中心にフリーで活動している。

## 人物
身長171cm。血液型B型。

## 出演履歴

### 秋田テレビアナウンサー時代
- AKTスーパーニュース（2006年10月2日 - 2007年3月30日、スーパーウェザー担当。2007年4月2日 - 2010年3月26日、2012年4月2日 - 2014年3月28日、キャスター担当）
- やばせ本町どまん中!（2008年10月 - 2009年3月、「早出しNEWSどまん中！」担当）
- 秋田県地上デジタル放送推進協議会アナログ放送終了啓発CM
- AKTスーパーニュース
- とくテレッ!8ちゃんねる（2009年4月 - 2010年3月、「とくテレッ！ニュースランキング」担当）
- 柳葉敏郎のGIBAちゃんとGOLFへGO!（2011年10月1日 - 29日）
- がっこ茶っこTV（2010年4月 - 2012年3月）
- FNS27時間テレビ（2011年、秋田中継担当）
- SUPER jumpin'（2014年4月4日 - 2015年9月25日、司会担当）
- AKTこんやのニュース（2015年4月 - 2016年4月、不定期担当）
- AKTみんなのニュースWeekend（2015年4月 - 2016年4月、不定期担当）

### フリー転身後
- げつ→きん420（2016年4月 - 2017年3月、「美菜子の愛情クッキング×いとくde今晩のおかず」担当）
- 土曜LIVE!あきた（2017年4月8日 - 2019年9月 、番組ナビゲーター）

#### CM
- 日産プリンス秋田　(60周年、スゴイ美菜子偏。 2018年2月）